# 11933 Himuka
11933 Himuka eller 1993 ES är en asteroid i huvudbältet som upptäcktes den 15 mars 1993 av de båda japanska astronomerna Kazuro Watanabe och Kin Endate vid Kitami-observatoriet. Den är uppkallad efter Miyazaki prefektur tidigare namn, Himuka.
Asteroiden har en diameter på ungefär 9 kilometer.